# Lambach (Mosela)
Lambach é uma comuna francesa na região administrativa de Grande Leste, no departamento de Moselle. Estende-se por uma área de 5,54 km². Em 2010 a comuna tinha 511 habitantes (densidade: 92,2 hab./km²).